# HD 165373
HD 165373，又名BD+23 3254，SAO 85706、HR 6754，是一颗恒星，视星等为6.34，位于銀經50.11，銀緯20.48，其B1900.0坐标为赤經18h 0m 32s，赤緯+23° 20.48′ 15″。